# Néac
Néac ist eine französische Gemeinde im Département Gironde in der Region Nouvelle-Aquitaine. Die Gemeinde mit 324 Einwohnern (Stand 1. Januar 2022) liegt auf einer mittleren Höhe von 35 m und verfügt über eine Grundfläche von 688 Hektar. Der Großteil der Fläche ist dem Weinbau gewidmet; der Ort liegt innerhalb des Weinbaugebiets Lalande-de-Pomerol. Néac liegt circa 4,6 Kilometer nordöstlich der Stadt Libourne.

## Bevölkerung
| 1962 | 1968 | 1975 | 1982 | 1990 | 1999 | 2009 | 2017 |
| ---- | ---- | ---- | ---- | ---- | ---- | ---- | ---- |
| 489  | 548  | 508  | 509  | 463  | 403  | 391  | 386  |

## Sehenswürdigkeiten
- Kirche Saint-Brice

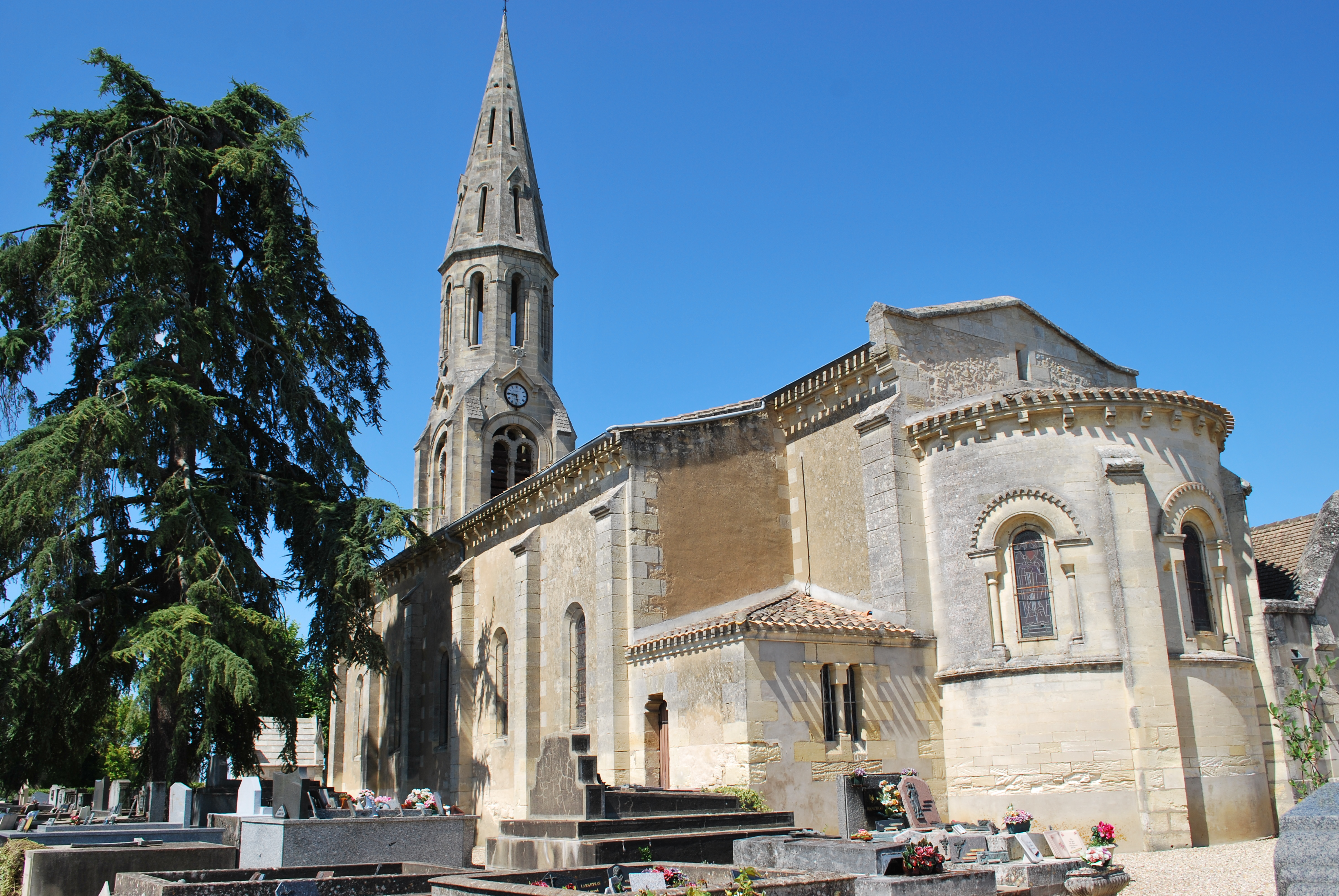
Kirche Saint-Brice

Siehe auch: Liste der Monuments historiques in Néac